# Ziua internațională a prieteniei

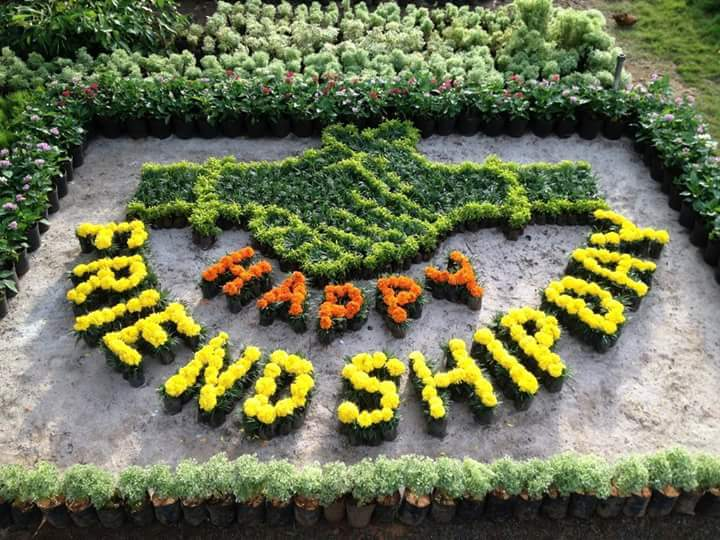

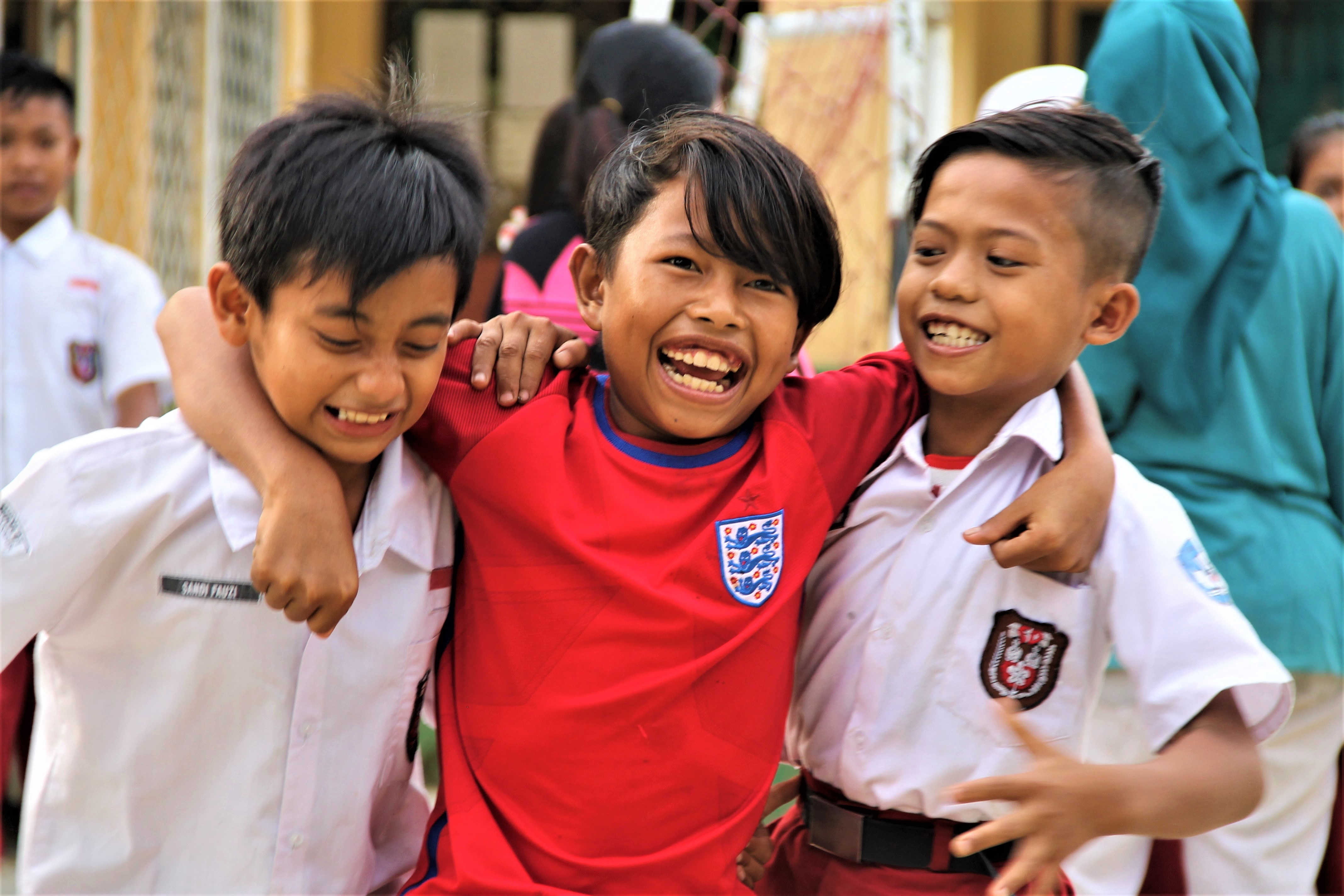

Ziua internațională a prieteniei (arabă اليوم الدولي للصداقة, chineză: 国际友谊日, franceză Journée internationale de l’amitié, germană Internationaler Tag der Freundschaft, portugheză Dia do Amigo, rusă Международный день дружбы, kannada ಸ್ನೇಹಿತರ ದಿನಾಚರಣೆ.., spaniolă Día del Amigo, urdu عالمی یوم دوستی, hindi मित्रता दिवस, bengaleză বন্ধুত্ব দিবস, tamilă நட்பு நாள், telugu స్నేహితుల దినోత్సవం, konkani मित्रताचो दिस) este proclamată, din 2011, ca ziua în care se sărbătorește la nivel mondial prietenia între oameni, țări și culturi. Are loc, anual, în prima duminică din luna august.
Inițial a fost creată de cei din industria producției de felicitări, Hallmark Cards⁠(en)[traduceți], în anul 1930, aceștia sperând ca la un moment dat, să ajungă o sărbătoare mondială, iar vânzarile lor să crească. Această sărbătoare presupune cumpararea de felicitări cu diverse mesaje de prietenie și oferirea lor către persoanele la care țin cel mai mult.

## Legături externe
- International Day of Friendship 30 July